# Khướu má đỏ
Liocichla ripponi là một loài chim trong họ Leiothrichidae.